# Scarborough (Trinidad und Tobago)
Scarborough ist die Hauptstadt der Insel Tobago, die gemeinsam mit Trinidad den Inselstaat Trinidad und Tobago bildet.

## Geografie
Scarborough, im Südwesten Tobagos an der Rockly Bay gelegen, ist Sitz der Inselverwaltung und der einzige Handelshafen. Administrativ liegt Scarborough im Parish Saint Andrew, das 16.209 Einwohner hat. Die kleinste administrative Einheit der trinidadischen Verwaltungsgliederung ist die community, vergleichbar einer Gemeinde im deutschsprachigen Raum. Die Community Scarborough hat 1167 Einwohner Umgangssprachlich werden Scarborough und einige umliegende Communitys zur Stadt Scarborough zusammengefasst.

## Geschichte

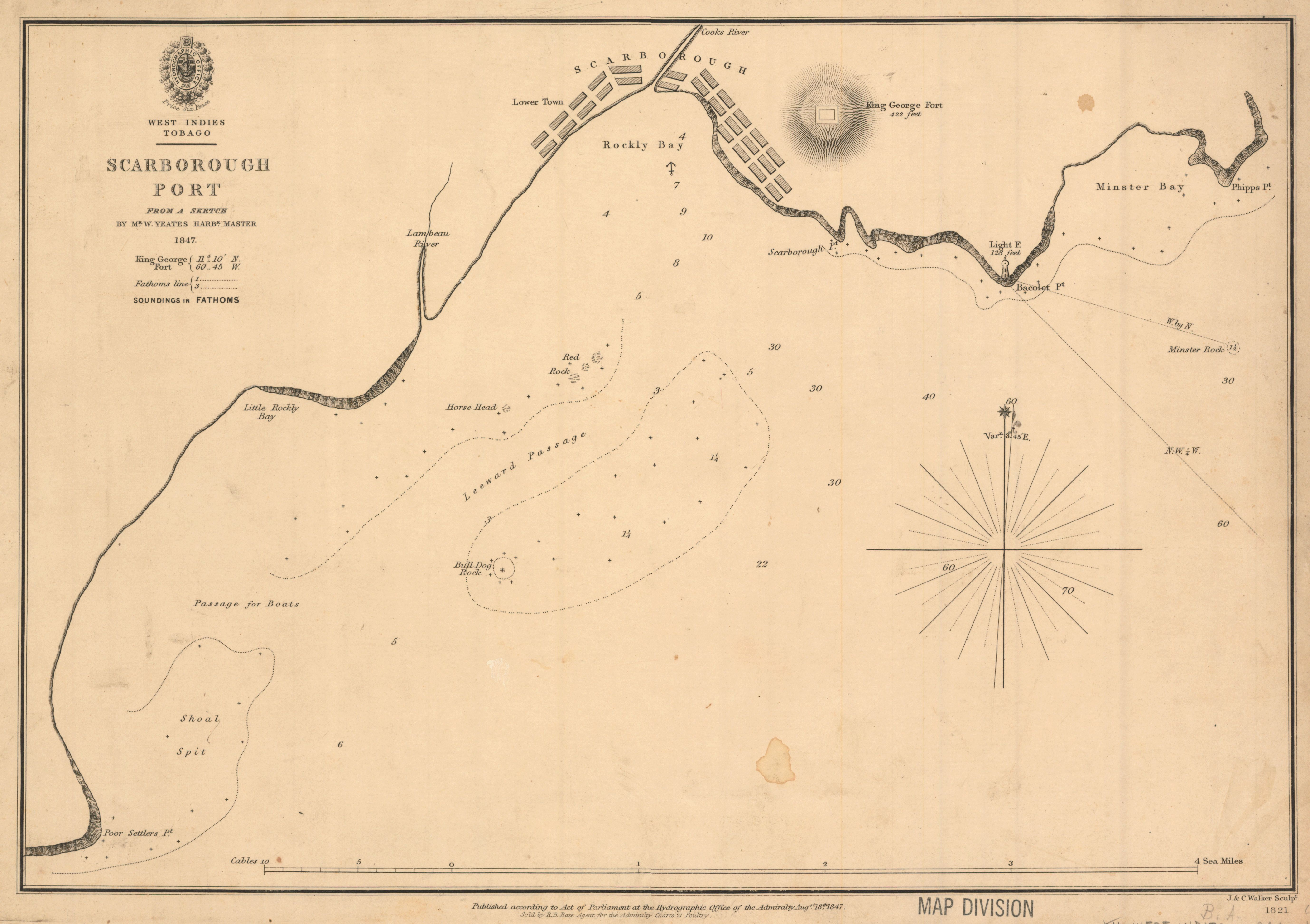
Karte von Scarborough von 1847

Die Geschichte der Stadt ist mit der wechselvollen Geschichte Tobagos verbunden. 1654 erstmals als Nieuw-Vlissingen und später als Lampsinburg, benannt nach dem Reeder, Großhändler und 1. Baron von Tobago Cornelis Lampsins, erwähnt, ist Scarborough eine niederländische Gründung. Innerhalb der nächsten fünfzehn Jahre eroberten zunächst die Briten und dann die Franzosen die Insel. 1670 waren die Niederländer wieder an der Macht und etablierten die erste zivile Regierung in Tobago.
Erst 1762, inzwischen war die Insel über neunzig Jahre französische Kolonie gewesen, eroberten die Briten die Insel zurück und wählten als Regierungssitz zunächst Georgetown. 1769 wurde das House of Assembly nach Lampinsburg verlegt. Im Zuge dieser Verlegung erhielt Scarborough seinen heutigen Namen und wurde Regierungssitz der Insel. Von 1789 bis 1814 hieß die Stadt, da wieder unter französischer Herrschaft, Port Louis. 1790 wurde die Stadt in einem großen, durch eine Meuterei der Soldaten verursachten Brand fast völlig zerstört und danach wieder aufgebaut.

## Sehenswürdigkeiten
- Der parkähnliche Botanische Garten wurde 1888 eröffnet und liegt mitten in der Stadt.
- Fort King George liegt östlich der Stadtmitte. Es wurde 1777 erbaut, bereits 1781 von den Franzosen übernommen und in Fort Castries umbenannt. Nach einigem Hin und Her zogen die Engländer 1814 wieder in das Fort ein. 1856 wurden ein Gefängnis und ein Krankenhaus eingerichtet. 1926 wurde auf dem Gelände ein Wasserreservoir und 1958 ein Leuchtturm errichtet, bis 1965 ein Park angelegt wurde. In einem Gebäude ist das Nationalmuseum untergebracht.
- Das Court House aus dem Jahr 1825 wird heute als Versammlungsort des Tobago House of Assembly (THA) – einer Einrichtung der Lokalregierung – genutzt.
- Das Dwight Yorke Stadium liegt südöstlich im Scarborough vorgelagerten Ort Bacolet und wurde nach dem erfolgreichsten Fußballer Tobagos benannt, der u. a. bei Manchester United spielte.

## Verkehr
Die einzige zweispurige Straße der Insel, der Claude Noel Highway, führt von Scarborough zum Flughafen. Die Winward Road führt an der Südküste entlang nach Roxborough und weiter nach Charlotteville. Die Northside Road führt über Moriah an die Nordküste und dort nach Castara, Parlatuvier und L’Anse Fourmi.
Vom zentralen Busbahnhof in Scarborough fahren blau-weiß lackierte Busse (überwiegend von der chinesischen Firma Higer Bus) der Public Transport Service Corporation (PTSC). Die Hauptrouten sind: Richtung Westen nach Crown Point und Black Rock, Richtung Osten nach Charlotteville und Richtung Norden nach Moriah, Castara und L’Anse Fourmi. Die Fahrkarten sind sehr günstig (zwischen 3 und 8 TT$) und müssen vor Antritt der Fahrt gekauft werden.
Die gleichen Routen werden von Sammeltaxis befahren – sie heißen hier Maxi-Taxis, blau-weiß lackierte Kleinbusse mit 8 Sitzplätzen, und Routentaxis, PKW mit 4 Sitzplätzen. Beide Arten können auf freier Strecke angehalten werden.
Etwa 13 Kilometer westlich liegt der A. N. R. Robinson International Airport mit täglichen Verbindungen nach Port of Spain und einigen internationalen Flügen, darunter auch nach Frankfurt am Main.
Der Hafen von Scarborough wurde 1991 als Tiefwasserhafen ausgebaut, in den letzten Jahren wurde ein Terminal für Kreuzfahrtschiffe errichtet.
Am Fährterminal gehen mindestens zweimal täglich Schnellfähren nach Port of Spain. Die TT Spirit und die TT Express benötigen 2,5 Stunden für eine Überfahrt, die je Person 150 TT$ (Stand 2012) kostet.

## Töchter und Söhne der Stadt
- Dominique Jackson (* 1964 oder 1965), Schauspielerin
- Emile Abraham (* 1974), Radrennfahrer
- Cyd Gray (* 1976), Fußballspieler
- Josanne Lucas (* 1984), Leichtathletin